# Mill Creek (Washington)
Pour les articles homonymes, voir Mill Creek.
Mill Creek est une ville américaine, siège du comté de Snohomish dans l'État de Washington. Selon le recensement des États-Unis de 2013, la ville est peuplée de 18 828 habitants.

## Histoire
Mill Creek devient une ville le 30 août 1983, elle fait partie de l’agglomération de Seattle.

## Température
|                      | Jan   | Fév  | Mar  | Avr  | Mai  | Jui  | Jul  | Aou  | Sep  | Oct  | Nov   | Déc   | Année |
| -------------------- | ----- | ---- | ---- | ---- | ---- | ---- | ---- | ---- | ---- | ---- | ----- | ----- | ----- |
| Moy. Temp. Max. (°C) | 8     | 9    | 12   | 14   | 18   | 20   | 23   | 23   | 21   | 16   | 11    | 7     | 15    |
| Moy. Temp. Min. (°C) | 1     | 2    | 3    | 5    | 8    | 11   | 12   | 12   | 9    | 6    | 3     | 1     | 7     |
| Précipitations (mm)  | 111.0 | 86.6 | 98.0 | 75.2 | 65.3 | 57.4 | 33.5 | 34.3 | 53.1 | 82.6 | 129.8 | 126.7 | 953.5 |

## Personnalités liées à la ville
- Ashlyn Pearce, actrice